# Agersø Sund
Agersø Sund (eller Agersøsund) er farvandet mellem Agersø og Stigsnæs på Sjælland.
|  | Denne artikel om lokaliteten Agersø Sund kan blive bedre, hvis der indsættes et (bedre) billede. Du kan hjælpe ved at afsøge Wikimedia Commons for et passende billede eller lægge et op på Wikimedia Commons med en af de tilladte licenser og indsætte det i artiklen. |

55°12′45″N 11°13′00″Ø / 55.21250°N 11.21667°Ø